# Peugeot Type 66
La Peugeot Type 66 est un modèle d'automobile produit par le constructeur français Peugeot en 1904.